# Allamanda nobilis
Allamanda nobilis är en oleanderväxtart som beskrevs av Thomas Moore. Allamanda nobilis ingår i släktet Allamanda och familjen oleanderväxter. Inga underarter finns listade i Catalogue of Life.